# Zara Phillips
Zara Phillips, właśc. Zara Anne Elizabeth Tindall z d. Phillips (ur. 15 maja 1981 w Londynie) – brytyjska amazonka i fizjoterapeutka, wicemistrzyni olimpijska w jeździectwie (Londyn 2012); mistrzyni świata w jeździectwie (Akwizgran 2006). Córka Marka Phillipsa i Anny, księżniczki królewskiej; wnuczka królowej Elżbiety II.
Od urodzenia nie nosi tytułów szlacheckich, zgodnie z życzeniem swoich rodziców. Znajduje się w linii sukcesji brytyjskiego tronu. Nie jest formalnie członkinią brytyjskiej rodziny królewskiej i wobec tego nie ma obowiązku reprezentowania monarchy w oficjalnych wystąpieniach.

## Życiorys
W 2002 ukończyła studia na Uniwersytecie w Exeter na kierunku fizjoterapia.
Uprawia jeździectwo. Reprezentowała Wielką Brytanię na letnich igrzyskach olimpijskich w Londynie w 2012 roku, gdzie drużynowo wywalczyła srebrny medal olimpijski. Została pierwszą medalistką olimpijską w historii, pochodzącą z rodziny królewskiej. Jest ponadto mistrzynią świata w jeździectwie (Akwizgran 2006) i trzykrotną mistrzynią Europy (2005-2007). W 2006 nagrodzona tytułem Brytyjskiej Sportowej Osobowości Roku BBC.
Zaangażowana jest w działalność charytatywną. Jest patronem Lucy Air Ambulance for Children charity.
Jest matką chrzestną księcia Jerzego z Cambridge, jednego z następców brytyjskiego tronu.
Poprzez swojego przodka, Jana Wilhelma Friso, księcia Oranii spokrewniona jest ze wszystkimi rodzinami królewskimi i książęcymi panującymi w Europie.
Mieszka w Gatcombe Park.

### Jeździectwo
Zaczęła jeździć konno mając trzy lata. Jest to dziedzina, którą zajmowali się jej rodzice – ojciec został drużynowym mistrzem olimpijskim w 1972 w Monachium, a matka trzykrotnie zdobywała tytuły mistrzyni świata.
Jest światowej klasy zawodniczką w jeździectwie i obecnie mistrzynią świata we Wszechstronnym Konkursie Konia Wierzchowego (WKKW) indywidualnie i wicemistrzyni drużynowo (Wielka Brytania), po Mistrzostwach Świata w Jeździectwie 2006 w Akwizgranie w Niemczech. W 2005 została mistrzynią Europy w tej samej konkurencji, indywidualnie i drużynowo, w Blenheim Palace w Anglii. Została uznana najlepszym sportowcem brytyjskim 2006.
Podczas IO 2012 w Londynie zdobyła srebro w jeździectwie w WKKW drużynowym.
We wrześniu 2005 zdobyła tytuły mistrzyni Europy podczas zawodów w Blenheim, zarówno indywidualnie, jak i drużynowo. Mistrzostwo drużynowe zdobyła po raz drugi, w 2007 w Pratoni del Vivaro.
28 sierpnia 2006 w Akwizgranie Zara została mistrzynią świata we wszechstronnym konkursie konia wierzchowego. Zwycięstwo zadedykowała swojej zmarłej tydzień wcześniej przyjaciółce, Sherelle Duke. Na tych samych zawodach zajęła drugie miejsce w rywalizacji drużynowej.
28 listopada 2007 za swoje zasługi sportowe otrzymała od królowej (swojej babki) Order Imperium Brytyjskiego V klasy (MBE).
We wrześniu 2014 wzięła udział w zawodach jeździeckich w Normandii, a dzięki osiągniętym tam wynikom brytyjska drużyna wywalczyła kwalifikację do letnich igrzysk olimpijskich w Rio de Janeiro w 2016. Phillips wywalczyła tytuł wicemistrzyni świata.
Podczas zawodów w Norfolk w kwietniu 2017 Phillips spadła z konia, Fernhill Facetime, kiedy zwierzę odmówiło pokonania płotka – kobieta nie odniosła obrażeń. Kolejnego upadku doznała we wrześniu 2019 w czasie wyścigów w Stamford.
W listopadzie 2017 umarł jej 24-letni koń, Toytown, z którym zdobyła mistrzostwa świata i Europy.
W listopadzie 2019 w Tokio wzięła udział w gali nowozelandzkiego komitetu olimpijskiego i wygłosiła tam swoje przemówienie.

### Kariera zawodowa
W czerwcu 2019 wystąpiła w motoryzacyjnym programie Top Gear jako pierwsza osoba pochodząca z rodziny królewskiej.
Od stycznia 2020 pracuje jako dyrektor Cheltenham racecourse.

### Działalność charytatywna
We wrześniu 2018 ukończyła wyścig rowerowy w Dover, zorganizowany na rzecz Blue Marine Foundation.
W styczniu 2020 w Gold Coast razem z mężem wzięli udział w turnieju polo, z którego dochody przeznaczone były na walkę z pożarami w Australii.

## Życie prywatne
12 lipca 2010 ogłoszono zaręczyny Zary z Michaelem Tindallem (ur. 1978), synem Philipa i Lindy Tindall, angielskim rugbystą. Para poznała się podczas Pucharu Świata w Rugby w 2003 w Australii.
30 czerwca 2011 zawarli religijny związek małżeński w kościele anglikańskim. Ceremonia miała miejsce w Canongate Kirk w Edynburgu. Charakter uroczystości był prywatny, ale przed kościołem zebrało się około sześć tysięcy osób. Był to pierwszy ślub osoby pochodzącej z rodziny królewskiej w Szkocji od dwudziestu lat. Przyjęcie weselne odbyło się na Royal Yacht Britannia.
8 lipca 2013 Pałac Buckingham ogłosił pierwszą ciążę Zary Tindall w specjalnym oświadczeniu. 17 stycznia 2014 w Gloucester Royal Hospital przyszła na świat czwarta prawnuczka królowej. Dziewczynka otrzymała imiona Mia Grace (Mia Grace Tindall). Została ochrzczona w wierze anglikańskiej 30 listopada w kościele Świętego Mikołaja w Cherington w prywatnej ceremonii. Nazwiska jej rodziców chrzestnych nie zostały podane do publicznej wiadomości.
30 listopada 2016 rzecznik rodziny królewskiej poinformował, że Zara Tindall spodziewa się dziecka. 24 grudnia podano do wiadomości, że ciąża zakończyła się poronieniem.
5 stycznia 2018 ogłoszono jej kolejną ciążę. 19 czerwca w Gloucester Royal Hospital urodziła się druga córka pary. 28 czerwca ogłoszono, że dziewczynka otrzymała imiona Lena Elżbieta (Lena Elizabeth Tindall). Została ochrzczona w wierze anglikańskiej w kościele Świętego Mikołaja w Cherington dnia 17 marca 2019. Jednym z jej rodziców chrzestnych jest książę Sussex.
We wrześniu 2018 udzieliła wywiadu w programie BBC Breakfast, w którym przyznała, że jej czwarta ciąża również zakończyła się poronieniem.
W styczniu 2020 straciła prawo jazdy na sześć miesięcy za przekroczenie dozwolonej prędkości w listopadzie 2019 w Gloucestershire.
9 grudnia 2020 Michael Tindall ogłosił kolejną ciążę swojej żony w trakcie podcastu The Good The Bad and The Rugby. 21 marca 2021 przyszedł na świat dziesiąty prawnuk królowej. Chłopiec otrzymał imiona Lucas Philip (Lucas Philip Tindall).

## Genealogia

### Przodkowie
| Osoba        | Rodzice                     | Dziadkowie                                   | Pradziadkowie                             |
| ------------ | --------------------------- | -------------------------------------------- | ----------------------------------------- |
| Zara Tindall | Mark Phillips               | Peter Phillips                               | Joseph Phillips                           |
| Zara Tindall | Mark Phillips               | Peter Phillips                               | Dorothea Phillips                         |
| Zara Tindall | Mark Phillips               | Anne Phillips                                | John Tiarks                               |
| Zara Tindall | Mark Phillips               | Anne Phillips                                | Evelyn Tiarks                             |
| Zara Tindall | Anna, księżniczka królewska | Filip, książę Edynburga                      | Książę Andrzej z Grecji i Danii           |
| Zara Tindall | Anna, księżniczka królewska | Filip, książę Edynburga                      | Alicja, księżna z Grecji i Danii          |
| Zara Tindall | Anna, księżniczka królewska | Elżbieta II, królowa Zjednoczonego Królestwa | Jerzy VI, król Zjednoczonego Królestwa    |
| Zara Tindall | Anna, księżniczka królewska | Elżbieta II, królowa Zjednoczonego Królestwa | Elżbieta, królowa Zjednoczonego Królestwa |